# 永澤満
永澤 満（ながさわ みつる、1923年3月17日 - 2020年5月8日）は、日本の化学者。名古屋大学名誉教授。豊田工業大学名誉学長。日本学士院賞受賞。

## 人物・経歴
東京出身。1946年東京工業大学工学部応用化学科卒業。1954年東京工業大学工学博士。1951年名古屋大学講師着任。名古屋大学助教授を経て、1958年から3年間フルブライト・プログラムでシカゴ大学、ワシントン大学で在外研究に従事。1962年名古屋大学教授に昇格。1978年豊田工業大学設立計画アドバイザー。1980年名古屋大学工学部長。1986年退官、豊田工業大学教授。豊田工業大学図書館長、豊田工業大学副学長を経て、1996年豊田工業大学学長。2003年豊田工業大学シカゴ校学長。2004年豊田工業大学名誉学長。2020年誤嚥性肺炎のため東京都内の病院で死去。享年97。

## 受賞
- 1977年 日本学士院賞[3]
- 1989年 日本レオロジー学会賞[3]
- 1993年 勲二等瑞宝章[2]